# Грман, Марио
Марио Грман (словац. Mário Grman; род. 11 апреля 1997, Топольчани, Нитранский край) — словацкий хоккеист, защитник хоккейного клуба КХЛ «Адмирал» (с 2024 года). Игрок сборной Словакии по хоккею с шайбой.

## Клубная карьера
Марио Грман начал свою карьеру в своем родном городе в ХК «Топольчаны», за который играл на юношеском уровне. В начале сезона 2014/15 годов присоединился к «Ред-Дир Ребелз» из Канадской Западной хоккейной лиги, а следующий сезон провёл в другой канадской команде «Кутеней Айс».
Вернулся в Словакию в 2016 году и сезон провёл в составе «Влци Жилина». Затем играл в чешской экстралиге, а в 2018 году присоединился к словацкому клубу ХК «Слован Братислава» в Континентальной хоккейной лиге. Через сезон перебрался в финскую лигу, где провел в общей сложности три года. Затем два сезона отыграл в чешском ХК «Витковице». В 2024 году перешёл в КХЛ, подписав контракт с «Адмиралом» из Владивостока.

## Карьера в сборной
С 2014 по 2017 годы привлекался в различные юношеские и молодёжные сборные Словакии. В 2018 году дебютировал на взрослом чемпионате мира. В 2021 году вновь был приглашён для участия в чемпионате мира.
В 2021 году помог олимпийской сборной Словакии отобраться на хоккейный турнир зимних Олимпийских игр в Пекине, где сборная Словакии завоевала бронзовые медали.
Грман принимал участие в составе сборной Словакии в чемпионатах мира 2022, 2023 и 2024 годов.
В 2025 году вновь приглашён в состав первой национальной сборной Словакии для участия в чемпионате мира, который состоялся в Швеции и Дании.